# 真島正市
真島 正市（まじま まさいち、1886年12月15日 - 1974年4月28日）は、日本の応用物理学者。東京大学名誉教授。元東京理科大学学長。元日本学士院会員。元日本金属学会会長。元応用物理学会会長。文化功労者。日本学士院賞受賞。

## 人物
香川県大川郡神前村（現さぬき市）生まれ。日本における応用物理学分野の権威であり、金属、木材、摩擦、衝撃、燃焼等、多方面に亘って物理現象を研究する。1965年文化功労者。主著に『応用物理学実験法』、『圧力測定法』等。

## 略歴
- 1914年（大正3年） - 東北帝国大学理科大学物理学科卒業
- 1917年（大正6年） - 東京帝国大学理科大学講師
- 1920年（大正9年） - 東京帝国大学工学部助教授
- 1923年（大正12年） - 理化学研究所主任研究員
- 1927年（昭和2年） - ドイツ留学（1929年まで）
- 1935年（昭和10年） - 東京帝国大学工学部教授
- 1946年（昭和21年） - 応用物理学会初代会長（1951年まで）
- 1947年（昭和22年） - 慶應義塾大学教授、日本金属学会第2代会長（1949年まで）、日本学士院賞受賞
- 1950年（昭和25年） - 日本学士院（当時の第二部自然科学部門）会員になる[1]。
- 1955年（昭和30年） - 東京理科大学学長（1966年まで）
- 1966年（昭和41年） - 文化功労者

## 著書
- 書籍粘性測定法　共立社書店　非売品　昭和8年6月16日発行